# Список бригврачей РККА, ВМФ и НКВД СССР (1935—1943)
Список начальствующего военно-медицинского состава Рабоче-Крестьянской Красной Армии, Военно-морского флота СССР войск НКВД содержит фамилии получивших звания бригврач, дивврач, корврач в период с 1935 по 1943 год и присвоенные им после 1943 года звания полковник медицинской службы, генерал-майор медицинской службы и генерал-лейтенант медицинской службы.
| Список начальствующего военно-медицинского состава РККА, ВМФ и НКВД СССР 1935—1943 г. | Список начальствующего военно-медицинского состава РККА, ВМФ и НКВД СССР 1935—1943 г. | Список начальствующего военно-медицинского состава РККА, ВМФ и НКВД СССР 1935—1943 г. | Список начальствующего военно-медицинского состава РККА, ВМФ и НКВД СССР 1935—1943 г. | Список начальствующего военно-медицинского состава РККА, ВМФ и НКВД СССР 1935—1943 г. | Список начальствующего военно-медицинского состава РККА, ВМФ и НКВД СССР 1935—1943 г. | Список начальствующего военно-медицинского состава РККА, ВМФ и НКВД СССР 1935—1943 г. |
| ------------------------------------------------------------------------------------- | ------------------------------------------------------------------------------------- | ------------------------------------------------------------------------------------- | ------------------------------------------------------------------------------------- | ------------------------------------------------------------------------------------- | ------------------------------------------------------------------------------------- | ------------------------------------------------------------------------------------- |
|                                                                                       |                                                                                       |                                                                                       |                                                                                       |                                                                                       |                                                                                       |                                                                                       |
| Фамилия имя отчество (годы жизни)                                                     | Бригврач                                                                              | Дивврач                                                                               | Корврач                                                                               | Полковник медслужбы                                                                   | Генерал-майор медслужбы                                                               | Генерал-лейтенант медслужбы                                                           |
| Ааронов Александр Евгеньевич (1896—1986)                                              | 07.09.1940                                                                            | —                                                                                     | —                                                                                     | 1943                                                                                  | —                                                                                     | —                                                                                     |
| Авшаров Николай Константинович (1893—1937)                                            | 24.12.1935                                                                            | —                                                                                     | —                                                                                     | —                                                                                     | —                                                                                     | —                                                                                     |
| Адельсон Абрам Яковлевич (1892—1976)                                                  | 17.02.1938                                                                            | —                                                                                     | —                                                                                     | 1943                                                                                  | —                                                                                     | —                                                                                     |
| Айзенберг Моисей Иосифович (1892—1941)                                                | 10.10.1940                                                                            | —                                                                                     | —                                                                                     | —                                                                                     | —                                                                                     | —                                                                                     |
| Акинфиев Константин Федорович (1893—1955)                                             | 10.10.1940                                                                            | —                                                                                     | —                                                                                     | —                                                                                     | 31.03.1943                                                                            | —                                                                                     |
| Акодус Яков Иосифович (1893—1970)                                                     | ?                                                                                     | —                                                                                     | —                                                                                     | 1943                                                                                  | —                                                                                     | —                                                                                     |
| Александров Александр Федорович (1890—1980)                                           | 26.04.1940                                                                            | —                                                                                     | —                                                                                     | —                                                                                     | —                                                                                     | —                                                                                     |
| Александров Иван Федорович (1892—1959)                                                | 29.11.1938                                                                            | —                                                                                     | —                                                                                     | 09.03.1943                                                                            | —                                                                                     | —                                                                                     |
| Алешков Александр Александрович (1894—1956)                                           | 31.05.1936                                                                            | —                                                                                     | —                                                                                     | 03.11.1944                                                                            | —                                                                                     | —                                                                                     |
| Алявдин Анатолий Александрович (1891—1958)                                            | 10.10.1940                                                                            | —                                                                                     | —                                                                                     | —                                                                                     | —                                                                                     | —                                                                                     |
| Андреев Владимир Андреевич (1874—1939)                                                | 24.12.1935                                                                            | 03.11.1939                                                                            | —                                                                                     | —                                                                                     | —                                                                                     | —                                                                                     |
| Андреев Федор Федорович (1900—1950)                                                   | 07.12.1940                                                                            | 09.01.1942                                                                            | —                                                                                     | —                                                                                     | 12.05.1943                                                                            | 24.05.1945                                                                            |
| Андрезен Эдуард Эрнстович (1892—1965)                                                 | 10.10.1940                                                                            | —                                                                                     | —                                                                                     | —                                                                                     | —                                                                                     | —                                                                                     |
| Андрес Лев Исаакович (1872—1942)                                                      | 02.04.1940                                                                            | —                                                                                     | —                                                                                     | —                                                                                     | —                                                                                     | —                                                                                     |
| Андроников Дмитрий Александрович (1891—1959)                                          | ?                                                                                     | —                                                                                     | —                                                                                     | 1943                                                                                  | —                                                                                     | —                                                                                     |
| Аничков Николай Николаевич (1885—1964)                                                | —                                                                                     | 24.01.1936                                                                            | 1942                                                                                  | —                                                                                     | —                                                                                     | 01.02.1943                                                                            |
| Аничков Сергей Викторович (1892—1981)                                                 | 24.01.1936                                                                            | —                                                                                     | —                                                                                     | —                                                                                     | —                                                                                     | —                                                                                     |
| Ануфриев Борис Николаевич (1894—?)                                                    | 10.10.1940                                                                            | —                                                                                     | —                                                                                     | 1943                                                                                  | —                                                                                     | —                                                                                     |
| Арапов Дмитрий Алексеевич (1897—1984)                                                 | 27.03.1942                                                                            | —                                                                                     | —                                                                                     | 1943                                                                                  | 27.01.1951                                                                            | 27.04.1962                                                                            |
| Арефьев Павел Иванович (1891—1973)                                                    | 10.10.1940                                                                            | —                                                                                     | —                                                                                     | 1943                                                                                  | 05.10.1944                                                                            | —                                                                                     |
| Аринкин Михаил Иннокентьевич (1876—1948)                                              | —                                                                                     | 24.01.1936                                                                            | —                                                                                     | —                                                                                     | 01.02.1943                                                                            | 20.04.1945                                                                            |
| Аристов Борис Павлович (1884—1947)                                                    | 13.06.1939                                                                            | —                                                                                     | —                                                                                     | 1943                                                                                  | —                                                                                     | —                                                                                     |
| Аристовский Вячеслав Михайлович (1882—1950)                                           | 16.08.1938 (26.04.1940)                                                               | —                                                                                     | —                                                                                     | —                                                                                     | 01.02.1943                                                                            | —                                                                                     |
| Аронсон Семен Семенович (1895—?)                                                      | ?                                                                                     | —                                                                                     | —                                                                                     | 1943                                                                                  | —                                                                                     | —                                                                                     |
| Архангельский Сергей Петрович (1887—1988)                                             | 10.10.1940                                                                            | —                                                                                     | —                                                                                     | 1943                                                                                  | —                                                                                     | —                                                                                     |
| Аствацатуров Михаил Иванович (1878—1936)                                              | —                                                                                     | 24.01.1936                                                                            | —                                                                                     | —                                                                                     | —                                                                                     | —                                                                                     |
| Ахиезер Георгий Александрович (1880—1938)                                             | 19.04.1936                                                                            | —                                                                                     | —                                                                                     | —                                                                                     | —                                                                                     | —                                                                                     |
| Ахутин Михаил Никифорович (1898—1948)                                                 | 16.08.1938                                                                            | 1942                                                                                  | —                                                                                     | —                                                                                     | 21.04.1943                                                                            | 27.06.1945                                                                            |
| Ашмарин Яков Андреевич (1894—1973)                                                    | 10.10.1940                                                                            | —                                                                                     | —                                                                                     | 1943                                                                                  | —                                                                                     | —                                                                                     |
| Багратуни Каро Арсентьевич (1890—1941)                                                | 10.10.1940                                                                            | —                                                                                     | —                                                                                     | —                                                                                     | —                                                                                     | —                                                                                     |
| Бажутин Борис Александрович (1893—1960)                                               | 02.04.1940                                                                            | —                                                                                     | —                                                                                     | 1943                                                                                  | —                                                                                     | —                                                                                     |
| Бакулев Александр Николаевич (1890—1967)                                              | ?                                                                                     | —                                                                                     | —                                                                                     | 1943                                                                                  | —                                                                                     | —                                                                                     |
| Балин Анатолий Николаевич (1890—1957)                                                 | 02.04.1940                                                                            | —                                                                                     | —                                                                                     | 1943                                                                                  | —                                                                                     | —                                                                                     |
| Балл Александр Михайлович (1883—1946)                                                 | 02.04.1940                                                                            | —                                                                                     | —                                                                                     | 1943                                                                                  | —                                                                                     | —                                                                                     |
| Банайтис Станислав Иосифович (1899—1954)                                              | ?                                                                                     | —                                                                                     | —                                                                                     | 1943                                                                                  | 25.05.1944                                                                            | —                                                                                     |
| Барабанов Арсений Яковлевич (1901—1952)                                               | ?                                                                                     | —                                                                                     | —                                                                                     | —                                                                                     | 21.04.1943                                                                            | 11.07.1945                                                                            |
| Баранов Михаил Иванович (1888—1938)                                                   | —                                                                                     | —                                                                                     | 20.11.1935                                                                            | —                                                                                     | —                                                                                     | —                                                                                     |
| Барков Александр Николаевич (1892—1940)                                               | —                                                                                     | 23.12.1935                                                                            | —                                                                                     | —                                                                                     | —                                                                                     | —                                                                                     |
| Баруни Илья Моисеевич (1890—1963)                                                     | ?                                                                                     | —                                                                                     | —                                                                                     | 1943                                                                                  | —                                                                                     | —                                                                                     |
| Барышев Федор Сергеевич (1890—1966)                                                   | 10.10.1940                                                                            | —                                                                                     | —                                                                                     | 1943                                                                                  | —                                                                                     | —                                                                                     |
| Басалаев Иван Иванович (1884—1953)                                                    | 21.11.1940                                                                            | —                                                                                     | —                                                                                     | 1943                                                                                  | —                                                                                     | —                                                                                     |
| Баудер Владимир Робертович (1905—1949)                                                | 1941                                                                                  | —                                                                                     | —                                                                                     | 1943                                                                                  | —                                                                                     | —                                                                                     |
| Безсчастнов Василий Иванович (1891—?)                                                 | 02.04.1940                                                                            | —                                                                                     | —                                                                                     | 1943                                                                                  | —                                                                                     | —                                                                                     |
| Бейер Владимир Александрович (1899—1979)                                              | 02.04.1940                                                                            | —                                                                                     | —                                                                                     | 1943                                                                                  | 1961                                                                                  | —                                                                                     |
| Белкин Сергей Петрович (1894—1963)                                                    | 20.02.1940                                                                            | —                                                                                     | —                                                                                     | 1943                                                                                  | —                                                                                     | —                                                                                     |
| Бельтюков Николай Алексеевич (1890—1979)                                              | 02.04.1940                                                                            | —                                                                                     | —                                                                                     | 1943                                                                                  | —                                                                                     | —                                                                                     |
| Бендерский Моисей Александрович (1888—?)                                              | 19.02.1938 (22.02.1938)                                                               | —                                                                                     | —                                                                                     | 1943                                                                                  | —                                                                                     | —                                                                                     |
| Бердичевский Марк Ефимович (1893—1966)                                                | 10.10.1940                                                                            | —                                                                                     | —                                                                                     | 1943                                                                                  | —                                                                                     | —                                                                                     |
| Березкин Дмитрий Петрович (1887—1957)                                                 | 10.10.1940                                                                            | —                                                                                     | —                                                                                     | 1943                                                                                  | —                                                                                     | —                                                                                     |
| Березкин Федор Федорович (1894—1976)                                                  | 10.10.1940                                                                            | —                                                                                     | —                                                                                     | —                                                                                     | 31.03.1943                                                                            | —                                                                                     |
| Берлянд Мирон Абрамович (1894—1955)                                                   | 16.04.1939                                                                            | —                                                                                     | —                                                                                     | 02.07.1943                                                                            | —                                                                                     | —                                                                                     |
| Берман Виктор Михайлович (1897—1969)                                                  | 10.10.1940                                                                            | —                                                                                     | —                                                                                     | 1949                                                                                  | —                                                                                     | —                                                                                     |
| Бершадский Владимир Данилович (1903—1946)                                             | 1940                                                                                  | —                                                                                     | —                                                                                     | 1943                                                                                  | 10.10.1943                                                                            | —                                                                                     |
| Битюков Сергей Андреевич (1894—1981)                                                  | 10.10.1940                                                                            | —                                                                                     | —                                                                                     | 1943                                                                                  | —                                                                                     | —                                                                                     |
| Благодатский Илья Иванович (1895—1965)                                                | 10.10.1940                                                                            | —                                                                                     | —                                                                                     | 1943                                                                                  | —                                                                                     | —                                                                                     |
| Богомолец Александр Александрович (1881—1946)                                         | —                                                                                     | Дивврач запаса                                                                        | —                                                                                     | —                                                                                     | —                                                                                     | —                                                                                     |
| Болдырев Тихон Ефимович (1900—1984)                                                   | 02.04.1940                                                                            | —                                                                                     | —                                                                                     | —                                                                                     | 01.02.1943                                                                            | —                                                                                     |
| Бондарев Николай Иванович (1888—1965)                                                 | 16.08.1938                                                                            | 02.04.1940                                                                            | —                                                                                     | —                                                                                     | 21.04.1943                                                                            | —                                                                                     |
| Ботвинник Наум Рафаилович (1872—1939)                                                 | 11.04.1936                                                                            | —                                                                                     | —                                                                                     | —                                                                                     | —                                                                                     | —                                                                                     |
| Боцманов Михаил Васильевич (1893—1970)                                                | 10.10.1940                                                                            | —                                                                                     | —                                                                                     | 1943                                                                                  | 25.05.1944                                                                            | —                                                                                     |
| Бржозовский Антон Григорьевич (1870—1961)                                             | 26.04.1940                                                                            | —                                                                                     | —                                                                                     | —                                                                                     | —                                                                                     | —                                                                                     |
| Броудо Иосиф Моисеевич (1892—1978)                                                    | 16.08.1938                                                                            | —                                                                                     | —                                                                                     | 1943                                                                                  | —                                                                                     | —                                                                                     |
| Буйко Владимир Михайлович (1894—1950)                                                 | 02.04.1940                                                                            | —                                                                                     | —                                                                                     | 1943                                                                                  | —                                                                                     | —                                                                                     |
| Бурденко Николай Нилович (1876—1946)                                                  | —                                                                                     | —                                                                                     | 1941                                                                                  | —                                                                                     | —                                                                                     | 01.02.1943 (генерал-полковник медслужбы 25.05.1944)                                   |
| Бурназян Аветик Игнатьевич (1906—1981)                                                | ?                                                                                     | —                                                                                     | —                                                                                     | —                                                                                     | 31.03.1943                                                                            | 19.06.1945                                                                            |
| Бунькин Лазарь Маркович (1894—1966)                                                   | 10.10.1940                                                                            | —                                                                                     | —                                                                                     | 1943                                                                                  | —                                                                                     | —                                                                                     |
| Бутомо Виктор Григорьевич (1894—1963)                                                 | 16.08.1938                                                                            | —                                                                                     | —                                                                                     | 1943                                                                                  | —                                                                                     | —                                                                                     |
| Бухман Шевель Хаимович (1903—1961)                                                    | ?                                                                                     | —                                                                                     | —                                                                                     | 1943                                                                                  | —                                                                                     | —                                                                                     |
| Буш Эдвин Вильгельмович (1873—1942)                                                   | —                                                                                     | 08.08.1940                                                                            | —                                                                                     | —                                                                                     | —                                                                                     | —                                                                                     |
| Быков Константин Михайлович (1886—1959)                                               | —                                                                                     | 08.08.1940                                                                            | —                                                                                     | —                                                                                     | 12.05.1943                                                                            | 27.01.1951                                                                            |
| Бялик Петр Моисеевич (1893—1986)                                                      | 02.04.1940                                                                            | ?                                                                                     | —                                                                                     | —                                                                                     | 01.02.1943                                                                            | —                                                                                     |
| Вайль Соломон Самуилович (1898—1979)                                                  | 08.08.1940                                                                            | —                                                                                     | —                                                                                     | 1943                                                                                  | —                                                                                     | —                                                                                     |
| Валькер Федор Иванович (1889—1954)                                                    | 26.04.1940                                                                            | —                                                                                     | —                                                                                     | 1943                                                                                  | —                                                                                     | —                                                                                     |
| Ванцян Мкртич Карапетович (1891—1962)                                                 | 17.03.1939                                                                            | —                                                                                     | —                                                                                     | 1943                                                                                  | —                                                                                     | —                                                                                     |
| Варшавский Климентий Матусович (1892—1983)                                            | ?                                                                                     | —                                                                                     | —                                                                                     | 1943                                                                                  | 25.05.1944                                                                            | —                                                                                     |
| Васильев Александр Александрович (1901—1943)                                          | 23.02.1942                                                                            | —                                                                                     | —                                                                                     | —                                                                                     | —                                                                                     | —                                                                                     |
| Васильев Александр Ильич (1877—1956)                                                  | 26.04.1940                                                                            | —                                                                                     | —                                                                                     | —                                                                                     | 01.02.1943                                                                            | —                                                                                     |
| Веденяпин Степан Алексеевич (1888—1979)                                               | 09.02.1939                                                                            | —                                                                                     | —                                                                                     | 1943                                                                                  | 21.07.1951                                                                            | —                                                                                     |
| Великанов Иван Михайлович (1898—1938)                                                 | —                                                                                     | 17.02.1936                                                                            | —                                                                                     | —                                                                                     | —                                                                                     | —                                                                                     |
| Верховский Давид Наумович (1899—1954)                                                 | 1941                                                                                  | —                                                                                     | —                                                                                     | —                                                                                     | 21.04.1943                                                                            | —                                                                                     |
| Виленский Борис Федорович (1894—1966)                                                 | 27.04.1942                                                                            | —                                                                                     | —                                                                                     | 27.02.1943                                                                            | —                                                                                     | —                                                                                     |
| Вилесов Василий Иванович (1897—1969)                                                  | 24.01.1936                                                                            | —                                                                                     | —                                                                                     | —                                                                                     | 01.02.1943                                                                            | —                                                                                     |
| Виноградов-Волжанский Владимир Александрович (1891—1942)                              | 22.02.1938                                                                            | —                                                                                     | —                                                                                     | —                                                                                     | —                                                                                     | —                                                                                     |
| Виртуозов Михаил Порфирьевич (1892—1977)                                              | 21.11.1940                                                                            | —                                                                                     | —                                                                                     | 1943                                                                                  | —                                                                                     | —                                                                                     |
| Висковский Стефан Валерианович (1892—1953)                                            | 1941                                                                                  | —                                                                                     | —                                                                                     | 1943                                                                                  | —                                                                                     | —                                                                                     |
| Вишневецкий Адольф Федорович (1893—1941)                                              | 10.10.1940                                                                            | —                                                                                     | —                                                                                     | —                                                                                     | —                                                                                     | —                                                                                     |
| Вишневский Александр Александрович (1906—1975)                                        | ?                                                                                     | —                                                                                     | —                                                                                     | 1943                                                                                  | 19.06.1945                                                                            | 18.02.1958 (генерал-полковник медслужбы 22.02.1963)                                   |
| Вишневский Николай Алексеевич (1891—1967)                                             | 19.02.1938 (22.02.1938)                                                               | —                                                                                     | —                                                                                     | 1943                                                                                  | —                                                                                     | —                                                                                     |
| Владимирский Дмитрий Алексеевич (1894—1940)                                           | 05.01.1936                                                                            | —                                                                                     | —                                                                                     | —                                                                                     | —                                                                                     | —                                                                                     |
| Владимирцев Сергей Александрович (1886—1981)                                          | 10.10.1940                                                                            | —                                                                                     | —                                                                                     | —                                                                                     | —                                                                                     | —                                                                                     |
| Власов Афанасий Иванович (1890—1977)                                                  | 27.05.1939                                                                            | —                                                                                     | —                                                                                     | 1943                                                                                  | —                                                                                     | —                                                                                     |
| Власов Кузьма Васильевич (1896—1941)                                                  | 29.04.1940                                                                            | —                                                                                     | —                                                                                     | —                                                                                     | —                                                                                     | —                                                                                     |
| Вовси Меер Семенович (1897—1960)                                                      | ?                                                                                     | —                                                                                     | —                                                                                     | —                                                                                     | 10.10.1943                                                                            | —                                                                                     |
| Воинственский Анатолий Павлович (1881—1950)                                           | 02.04.1940                                                                            | —                                                                                     | —                                                                                     | 1943                                                                                  | —                                                                                     | —                                                                                     |
| Волошин Борис Маркович (1899—1978)                                                    | 27.04.1942                                                                            | —                                                                                     | —                                                                                     | —                                                                                     | 31.03.1943                                                                            | —                                                                                     |
| Воячек Владимир Игнатьевич (1876—1971)                                                | —                                                                                     | 24.01.1936                                                                            | ?                                                                                     | —                                                                                     | 01.02.1943                                                                            | —                                                                                     |
| Галвяло Михаил Яковлевич (1895—1942)                                                  | 24.01.1936                                                                            | —                                                                                     | —                                                                                     | —                                                                                     | —                                                                                     | —                                                                                     |
| Ганопольский Ихель Давидович (1891—1970)                                              | 02.04.1940                                                                            | —                                                                                     | —                                                                                     | 1943                                                                                  | —                                                                                     | —                                                                                     |
| Гегелло Михаил Иванович (?-1941)                                                      | 10.10.1940                                                                            | —                                                                                     | —                                                                                     | —                                                                                     | —                                                                                     | —                                                                                     |
| Гельштейн Элизар Маркович (1897—1955)                                                 | ?                                                                                     | —                                                                                     | —                                                                                     | 1943                                                                                  | —                                                                                     | —                                                                                     |
| Герасименко Василий Иванович (1902—1977)                                              | ?                                                                                     | —                                                                                     | —                                                                                     | 1943                                                                                  | —                                                                                     | —                                                                                     |
| Гермас Осип Борисович (1894—1941)                                                     | 16.08.1938                                                                            | —                                                                                     | —                                                                                     | —                                                                                     | —                                                                                     | —                                                                                     |
| Гилянов Леонид Евгеньевич (1886—1975)                                                 | 21.11.1940                                                                            | —                                                                                     | —                                                                                     | 1943                                                                                  | —                                                                                     | —                                                                                     |
| Гинзбург Залман Гиршевич (1899—?)                                                     | ?                                                                                     | —                                                                                     | —                                                                                     | 1943                                                                                  | —                                                                                     | —                                                                                     |
| Гинсбург Николай Николаевич (1901—1969)                                               | ?                                                                                     | —                                                                                     | —                                                                                     | 1943                                                                                  | —                                                                                     | —                                                                                     |
| Гирголав Семен Семенович (1881—1957)                                                  | —                                                                                     | 24.01.1936                                                                            | 1940                                                                                  | —                                                                                     | —                                                                                     | 01.02.1943                                                                            |
| Гиршман Александр Михайлович (1888—1965)                                              | 19.04.1936                                                                            | —                                                                                     | —                                                                                     | 1943                                                                                  | —                                                                                     | —                                                                                     |
| Голдовский Исаак Давидович (1894—?)                                                   | ?                                                                                     | —                                                                                     | —                                                                                     | 1943                                                                                  | —                                                                                     | —                                                                                     |
| Голосов Александр Федорович (1894—1955)                                               | 10.10.1940                                                                            | —                                                                                     | —                                                                                     | —                                                                                     | 21.04.1943                                                                            | —                                                                                     |
| Гольман Самуил Вольфович (1896—1948)                                                  | 10.10.1940                                                                            | —                                                                                     | —                                                                                     | 1943                                                                                  | —                                                                                     | —                                                                                     |
| Гончаров Петр Иванович (1892—1962)                                                    | 19.04.1936                                                                            | —                                                                                     | —                                                                                     | 1943                                                                                  | —                                                                                     | —                                                                                     |
| Гориневская Валентина Валентиновна (1882—1953)                                        | ?                                                                                     | —                                                                                     | —                                                                                     | 1943                                                                                  | —                                                                                     | —                                                                                     |
| Горский Борис Петрович (1894—1962)                                                    | 10.10.1940                                                                            | —                                                                                     | —                                                                                     | 1943                                                                                  | —                                                                                     | —                                                                                     |
| Горский Михаил Агапович (1888—?)                                                      | 10.10.1940                                                                            | —                                                                                     | —                                                                                     | 1943                                                                                  | —                                                                                     | —                                                                                     |
| Горшков Михаил Алексеевич (1874—1941)                                                 | —                                                                                     | 08.08.1940                                                                            | —                                                                                     | —                                                                                     | —                                                                                     | —                                                                                     |
| Гот Николай Вячеславович (1887—1947)                                                  | 10.10.1940                                                                            | —                                                                                     | —                                                                                     | 1943                                                                                  | —                                                                                     | —                                                                                     |
| Гофман Семен Михайлович (1905—?)                                                      | ?                                                                                     | —                                                                                     | —                                                                                     | 1943                                                                                  | —                                                                                     | —                                                                                     |
| Гохштейн Аким Вениаминович (1886—1964)                                                | 09.12.1937                                                                            | —                                                                                     | —                                                                                     | 27.02.1943                                                                            | —                                                                                     | —                                                                                     |
| Гранстрем Эдуард Андреевич (1879—1957)                                                | 11.04.1936                                                                            | —                                                                                     | —                                                                                     | 1943                                                                                  | —                                                                                     | —                                                                                     |
| Григорьев Александр Николаевич (1899—1972)                                            | ?                                                                                     | —                                                                                     | —                                                                                     | 1943                                                                                  | 11.07.1945                                                                            | —                                                                                     |
| Гринев Владимир Николаевич (1894—1978)                                                | 10.10.1940                                                                            | —                                                                                     | —                                                                                     | 1943                                                                                  | —                                                                                     | —                                                                                     |
| Громов Афанасий Яковлевич (1897—1942)                                                 | 23.04.1939                                                                            | —                                                                                     | —                                                                                     | —                                                                                     | —                                                                                     | —                                                                                     |
| Груздев Виталий Феофанович (1893—1982)                                                | 21.11.1940                                                                            | —                                                                                     | —                                                                                     | ?                                                                                     | —                                                                                     | —                                                                                     |
| Гурвич Михаил Михайлович (1901—1982)                                                  | ?                                                                                     | —                                                                                     | —                                                                                     | —                                                                                     | 01.02.1943                                                                            | 11.07.1945                                                                            |
| Гуревич Григорий Маркович (1898—1969)                                                 | ?                                                                                     | —                                                                                     | —                                                                                     | 1943                                                                                  | —                                                                                     | —                                                                                     |
| Гуревич Илья Исаевич (1892—1971)                                                      | 10.10.1940                                                                            | —                                                                                     | —                                                                                     | 1943                                                                                  | —                                                                                     | —                                                                                     |
| Дангулов Моисей Григорьевич (1887—1949)                                               | 21.11.1940                                                                            | —                                                                                     | —                                                                                     | 1943                                                                                  | —                                                                                     | —                                                                                     |
| Данилов Яков Валентинович (1888—?)                                                    | 10.10.1940                                                                            | —                                                                                     | —                                                                                     | 1943                                                                                  | —                                                                                     | —                                                                                     |
| Джанелидзе Иустин Ивлианович (1883—1950)                                              | —                                                                                     | 25.11.1939                                                                            | —                                                                                     | —                                                                                     | —                                                                                     | 12.05.1943                                                                            |
| Диваев Владимир Михайлович (1885—?)                                                   | 02.04.1940                                                                            | —                                                                                     | —                                                                                     | 1943                                                                                  | —                                                                                     | —                                                                                     |
| Диваков Петр Данилович (1901—1965)                                                    | 21.03.1940                                                                            | —                                                                                     | —                                                                                     | 1943                                                                                  | —                                                                                     | —                                                                                     |
| Дилигенский Василий Геннадьевич (1898—1976)                                           | ?                                                                                     | —                                                                                     | —                                                                                     | 1943                                                                                  | —                                                                                     | —                                                                                     |
| Дитрих Мариан Корнильевич (1876—1941)                                                 | 09.02.1937                                                                            | —                                                                                     | —                                                                                     | —                                                                                     | —                                                                                     | —                                                                                     |
| Дмитриев Сергей Григорьевич (?)                                                       | 24.12.1935                                                                            | —                                                                                     | —                                                                                     | —                                                                                     | —                                                                                     | —                                                                                     |
| Добротворский Василий Иванович (1868—1937)                                            | 24.01.1936                                                                            | —                                                                                     | —                                                                                     | —                                                                                     | —                                                                                     | —                                                                                     |
| Дойников Борис Семенович (1879—1948)                                                  | 11.04.1936                                                                            | 26.04.1940                                                                            | —                                                                                     | —                                                                                     | 01.02.1943                                                                            | —                                                                                     |
| Долганов Владимир Николаевич (1868—1941)                                              | 24.01.1936                                                                            | 16.08.1938                                                                            | 1941                                                                                  | —                                                                                     | —                                                                                     | —                                                                                     |
| Домбровский Владимир Владимирович (1887—1964)                                         | 27.05.1939                                                                            | —                                                                                     | —                                                                                     | 1943                                                                                  | —                                                                                     | —                                                                                     |
| Дубровский Георгий Иванович (1893—1958)                                               | 10.10.1940                                                                            | —                                                                                     | —                                                                                     | 1943                                                                                  | —                                                                                     | —                                                                                     |
| Дынькин Натан Моисеевич (1884—1965)                                                   | ?                                                                                     | —                                                                                     | —                                                                                     | 1943                                                                                  | —                                                                                     | —                                                                                     |
| Душин Валентин Федорович (1894—1942)                                                  | 10.10.1940                                                                            | —                                                                                     | —                                                                                     | —                                                                                     | —                                                                                     | —                                                                                     |
| Егоров Петр Иванович (1899—1967)                                                      | ?                                                                                     | —                                                                                     | —                                                                                     | 1943                                                                                  | 11.05.1944                                                                            | —                                                                                     |
| Еланский Николай Николаевич (1894—1964)                                               | 16.08.1938                                                                            | —                                                                                     | —                                                                                     | —                                                                                     | 21.04.1943                                                                            | 13.09.1944                                                                            |
| Жилкин Николай Николаевич (1894—1947)                                                 | 10.10.1940                                                                            | —                                                                                     | —                                                                                     | 1943                                                                                  | —                                                                                     | —                                                                                     |
| Жуков Константин Михайлович (1898—1957)                                               | ?                                                                                     | —                                                                                     | —                                                                                     | —                                                                                     | 01.09.1943                                                                            | —                                                                                     |
| Журавлёв, Пётр Миронович (1903—1943)                                                  | ?                                                                                     | —                                                                                     | —                                                                                     | —                                                                                     | 01.02.1943                                                                            | —                                                                                     |
| Завалишин Николай Иванович (1894—1968)                                                | 10.10.1940                                                                            | —                                                                                     | —                                                                                     | —                                                                                     | 01.02.1943                                                                            | 08.09.1945                                                                            |
| Зак Лев Лазаревич (1893—1969)                                                         | 02.04.1940                                                                            | —                                                                                     | —                                                                                     | 1943                                                                                  | —                                                                                     | —                                                                                     |
| Залкинд Исай Абрамович (1891—1939)                                                    | 24.12.1935                                                                            | —                                                                                     | —                                                                                     | —                                                                                     | —                                                                                     | —                                                                                     |
| Зарайский Александр Николаевич (1890—1938)                                            | 24.12.1935                                                                            | 22.02.1938                                                                            | —                                                                                     | —                                                                                     | —                                                                                     | —                                                                                     |
| Заринский Георгий Александрович (1895—1962)                                           | 15.02.1939                                                                            | —                                                                                     | —                                                                                     | 1943                                                                                  | —                                                                                     | —                                                                                     |
| Засосов Роман Андреевич (1890—1962)                                                   | 08.08.1940 (10.10.1940)                                                               | —                                                                                     | —                                                                                     | —                                                                                     | 12.05.1943                                                                            | —                                                                                     |
| Зеленский Алексей Александрович (1891—1938)                                           | 09.02.1937                                                                            | —                                                                                     | —                                                                                     | —                                                                                     | —                                                                                     | —                                                                                     |
| Зенин Алексей Сергеевич (1892—1968)                                                   | 26.04.1940                                                                            | —                                                                                     | —                                                                                     | Подполковник медслужбы ?                                                              | —                                                                                     | —                                                                                     |
| Зетилов Михаил Яковлевич (1892—1972)                                                  | 29.11.1939                                                                            | —                                                                                     | —                                                                                     | —                                                                                     | 01.02.1943                                                                            | 18.11.1944                                                                            |
| Злобин Александр Родионович (1874—1957)                                               | 16.08.1938                                                                            | ?                                                                                     | —                                                                                     | —                                                                                     | 21.04.1943                                                                            | —                                                                                     |
| Зорин Николай Васильевич (1892—?)                                                     | ?                                                                                     | —                                                                                     | —                                                                                     | 1943                                                                                  | —                                                                                     | —                                                                                     |
| Зотов Алексей Михайлович (1905—1976)                                                  | ?                                                                                     | —                                                                                     | —                                                                                     | —                                                                                     | 12.05.1943                                                                            | —                                                                                     |
| Ибрагимов Борис Николаевич (1886—1950)                                                | ?                                                                                     | —                                                                                     | —                                                                                     | 1943                                                                                  | 15.09.1943                                                                            | —                                                                                     |
| Иванов Алексей Иванович (1904—1966)                                                   | 03.12.1940                                                                            | —                                                                                     | —                                                                                     | —                                                                                     | 12.05.1943                                                                            | —                                                                                     |
| Иванов Василий Михайлович (1893—?)                                                    | 28.04.1942                                                                            | —                                                                                     | —                                                                                     | 1943                                                                                  | —                                                                                     | —                                                                                     |
| Иванов Владимир Афанасьевич (1886—1956)                                               | ?                                                                                     | —                                                                                     | —                                                                                     | 1943                                                                                  | —                                                                                     | —                                                                                     |
| Ионин Иван Дмитриевич (1895—1945)                                                     | ?                                                                                     | —                                                                                     | —                                                                                     | 1943                                                                                  | 25.05.1944                                                                            | —                                                                                     |
| Ицкин Макс Семенович (1902—1965)                                                      | ?                                                                                     | —                                                                                     | —                                                                                     | —                                                                                     | 01.09.1943                                                                            | —                                                                                     |
| Иерван Мартын Мартович (1891—1942)                                                    | 15.11.1940                                                                            | —                                                                                     | —                                                                                     | —                                                                                     | —                                                                                     | —                                                                                     |
| Ищенко Иван Николаевич (1891—1975)                                                    | 13.01.1939                                                                            | —                                                                                     | —                                                                                     | —                                                                                     | 21.04.1943                                                                            | —                                                                                     |
| Казьмин Иван Васильевич (1886—1975)                                                   | 19.04.1936                                                                            | —                                                                                     | —                                                                                     | 1943                                                                                  | —                                                                                     | —                                                                                     |
| Калашников Виктор Петрович (1893—1959)                                                | 26.04.1940                                                                            | —                                                                                     | —                                                                                     | 1943                                                                                  | 25.05.1944                                                                            | —                                                                                     |
| Калиненко-Калинкин Александр Андреевич (1906—1967)                                    | ?                                                                                     | —                                                                                     | —                                                                                     | 1943                                                                                  | —                                                                                     | —                                                                                     |
| Кангелари Валентин Александрович (1883—1937)                                          | —                                                                                     | —                                                                                     | 23.04.1936                                                                            | —                                                                                     | —                                                                                     |                                                                                       |
| Кантер Натан Самойлович (1888—1938)                                                   | 22.04.1937                                                                            | —                                                                                     | —                                                                                     | —                                                                                     | —                                                                                     | —                                                                                     |
| Карпеченко Леонид Дмитриевич (1890—1975)                                              | 10.10.1940                                                                            | —                                                                                     | —                                                                                     | 1943                                                                                  | —                                                                                     | —                                                                                     |
| Карчикян Степан Иванович (1890—1965)                                                  | 16.08.1938                                                                            | —                                                                                     | —                                                                                     | 1943                                                                                  | 11.05.1949                                                                            | —                                                                                     |
| Квасницкий Григорий Александрович (1886—?)                                            | 19.04.1936                                                                            | —                                                                                     | —                                                                                     | 1943                                                                                  | —                                                                                     | —                                                                                     |
| Квашенкин Алексей Алексеевич (1883—1973)                                              | ?                                                                                     | —                                                                                     | —                                                                                     | 1943                                                                                  | —                                                                                     | —                                                                                     |
| Клюсс Иван Александрович (1899—1948)                                                  | 10.10.1940                                                                            | ?                                                                                     | —                                                                                     | —                                                                                     | 21.04.1943                                                                            | 19.04.1945                                                                            |
| Кобзев Степан Андреевич (?)                                                           | ?                                                                                     | —                                                                                     | —                                                                                     | —                                                                                     | —                                                                                     | —                                                                                     |
| Козинский Борис Абрамович (1882—1956)                                                 | 08.08.1940                                                                            | —                                                                                     | —                                                                                     | 1943                                                                                  | —                                                                                     | —                                                                                     |
| Козлов Борис Григорьевич (1893—1973)                                                  | 02.04.1940                                                                            | —                                                                                     | —                                                                                     | 1943                                                                                  | —                                                                                     | —                                                                                     |
| Колесов Пантелеймон Викторович (1892—1942)                                            | 02.04.1940                                                                            | —                                                                                     | —                                                                                     | —                                                                                     | —                                                                                     | —                                                                                     |
| Колодизер Иосиф Абрамович (1892—1937)                                                 | 24.12.1935                                                                            | —                                                                                     | —                                                                                     | —                                                                                     | —                                                                                     | —                                                                                     |
| Комаров Александр Иванович (1894—?)                                                   | 22.04.1940                                                                            | —                                                                                     | —                                                                                     | 1943                                                                                  | —                                                                                     | —                                                                                     |
| Комаров Михаил Васильевич (1890—?)                                                    | 10.10.1940                                                                            | —                                                                                     | —                                                                                     | 1943                                                                                  | —                                                                                     | —                                                                                     |
| Коноплев Павел Павлович (1893—1964)                                                   | 10.10.1940                                                                            | —                                                                                     | —                                                                                     | —                                                                                     | 01.02.1943                                                                            | —                                                                                     |
| Коровай Владимир Артемьевич (1891—1953)                                               | 17.02.1938 (22.02.1938)                                                               | —                                                                                     | —                                                                                     | —                                                                                     | 01.02.1943                                                                            | —                                                                                     |
| Короедов Василий Григорьевич (1897—1938)                                              | 24.12.1935                                                                            | —                                                                                     | —                                                                                     | —                                                                                     | —                                                                                     | —                                                                                     |
| Костюков Михаил Харитонович (1895—1972)                                               | 21.07.1937                                                                            | —                                                                                     | —                                                                                     | 29.12.1957                                                                            | —                                                                                     | —                                                                                     |
| Костюченок Михаил Иванович (1898—1978)                                                | ?                                                                                     | —                                                                                     | —                                                                                     | 1943                                                                                  | 11.07.1945                                                                            | —                                                                                     |
| Кравченко Михаил Никифорович (1899—1988)                                              | ?                                                                                     | —                                                                                     | —                                                                                     | 1943                                                                                  | 27.01.1951                                                                            | —                                                                                     |
| Краснов Александр Абрамович (1895—1963)                                               | 25.04.1940                                                                            | —                                                                                     | —                                                                                     | 1943                                                                                  | —                                                                                     | —                                                                                     |
| Красногорский Николай Иванович (1882—1961)                                            | 08.08.1940                                                                            | —                                                                                     | —                                                                                     | 1943                                                                                  | —                                                                                     | —                                                                                     |
| Краснодембский Евгений Абрамович (1898—?)                                             | ?                                                                                     | —                                                                                     | —                                                                                     | 1943                                                                                  | —                                                                                     | —                                                                                     |
| Кресин Давид Константинович (1874—1943)                                               | 05.01.1936                                                                            | —                                                                                     | —                                                                                     | 09.03.1943                                                                            | —                                                                                     | —                                                                                     |
| Кривошеин Михаил Яковлевич (1893—1941)                                                | 17.12.1938                                                                            | —                                                                                     | —                                                                                     | —                                                                                     | —                                                                                     | —                                                                                     |
| Кричагин Иван Павлович (1891—1954)                                                    | ?                                                                                     | —                                                                                     | —                                                                                     | 1943                                                                                  | —                                                                                     | —                                                                                     |
| Кричевский Яков Абрамович (1891—1955)                                                 | ?                                                                                     | —                                                                                     | —                                                                                     | 1943                                                                                  | —                                                                                     | —                                                                                     |
| Кротков Федор Григорьевич (1896—1983)                                                 | ?                                                                                     | —                                                                                     | —                                                                                     | —                                                                                     | 10.10.1943                                                                            | —                                                                                     |
| Крупчицкий Александр Матвеевич (1902—1985)                                            | 10.03.1939                                                                            | —                                                                                     | —                                                                                     | 1943                                                                                  | 25.05.1944                                                                            | —                                                                                     |
| Крылов Дмитрий Осипович (1873—1950)                                                   | 11.04.1936                                                                            | 26.04.1940                                                                            | —                                                                                     | —                                                                                     | 01.02.1943                                                                            | —                                                                                     |
| Крылов Сергей Петрович (1891—1976)                                                    | 10.10.1940                                                                            | —                                                                                     | —                                                                                     | 1943                                                                                  | —                                                                                     | —                                                                                     |
| Кудинов Валентин Иванович (1899—1981)                                                 | 30.04.1941                                                                            | —                                                                                     | —                                                                                     | —                                                                                     | 12.05.1943                                                                            | 27.01.1951                                                                            |
| Кузнецов Александр Яковлевич (1892—1964)                                              | 24.12.1935                                                                            | —                                                                                     | —                                                                                     | —                                                                                     | 31.03.1943                                                                            | —                                                                                     |
| Кузьмин Тихон Алексеевич (1889—1966)                                                  | 06.10.1941                                                                            |                                                                                       |                                                                                       |                                                                                       |                                                                                       |                                                                                       |
| Куликовский Григорий Григорьевич (1890—1955)                                          | 20.02.1938 (22.02.1938)                                                               | —                                                                                     | —                                                                                     | —                                                                                     | 10.10.1943                                                                            | —                                                                                     |
| Куперин Иван Иванович (1903—1984)                                                     | ?                                                                                     | —                                                                                     | —                                                                                     | —                                                                                     | 01.02.1943                                                                            | —                                                                                     |
| Куприянов Петр Андреевич (1893—1963)                                                  | 10.10.1940                                                                            | ?                                                                                     | —                                                                                     | —                                                                                     | 31.03.1943                                                                            | 11.07.1945                                                                            |
| Кушелевский Борис Павлович (1890—1976)                                                | ?                                                                                     | —                                                                                     | —                                                                                     | 1943                                                                                  | —                                                                                     | —                                                                                     |
| Кушнер Михаил Григорьевич (1872—1938)                                                 | —                                                                                     | —                                                                                     | 08.04.1936                                                                            | —                                                                                     | —                                                                                     | —                                                                                     |
| Кючарианц Артур Григорьевич (1889—1962)                                               | —                                                                                     | 23.11.1935                                                                            | 22.02.1938                                                                            | —                                                                                     | 21.04.1936                                                                            | —                                                                                     |
| Лабок Соломон Ааронович (1893—1968)                                                   | 28.04.1942                                                                            | —                                                                                     | —                                                                                     | 1943                                                                                  | —                                                                                     | —                                                                                     |
| Лаврентьев Николай Иванович (1887—1979)                                               | 16.08.1938                                                                            | —                                                                                     | —                                                                                     | 1943                                                                                  | —                                                                                     | —                                                                                     |
| Лаговский Николай Петрович (1891—1984)                                                | 21.11.1940                                                                            | —                                                                                     | —                                                                                     | 1943                                                                                  | —                                                                                     | —                                                                                     |
| Ларин Николай Иванович (1888—1967)                                                    | 13.05.1942                                                                            | —                                                                                     | —                                                                                     | 27.02.1943                                                                            | —                                                                                     | —                                                                                     |
| Латкин Николай Васильевич (1891—1970)                                                 | 26.04.1940                                                                            | —                                                                                     | —                                                                                     | 1943                                                                                  | —                                                                                     | —                                                                                     |
| Левит Владимир Семенович (1883—1961)                                                  | ?                                                                                     | —                                                                                     | —                                                                                     | —                                                                                     | 10.10.1943                                                                            | —                                                                                     |
| Левчук Андрей Николаевич (1898—?)                                                     | ?                                                                                     | —                                                                                     | —                                                                                     | 1943                                                                                  | —                                                                                     | —                                                                                     |
| Лейбович Михаил Борисович (1900—1975)                                                 | ?                                                                                     | —                                                                                     | —                                                                                     | 1943                                                                                  | —                                                                                     | —                                                                                     |
| Леонардов Борис Константинович (1892—1939)                                            | 24.01.1936                                                                            | —                                                                                     | —                                                                                     | —                                                                                     | —                                                                                     | —                                                                                     |
| Лепорский Николай Иванович (1877—1952)                                                | 18.12.1942                                                                            | —                                                                                     | —                                                                                     | 20.02.1943                                                                            | 03.11.1951                                                                            | —                                                                                     |
| Лешкашели Неофит Матвеевич (1895—1941)                                                | 21.11.1940                                                                            | —                                                                                     | —                                                                                     | —                                                                                     | —                                                                                     | —                                                                                     |
| Ливерц Михаил Борисович (1894—1974)                                                   | 02.04.1940                                                                            | —                                                                                     | —                                                                                     | —                                                                                     | —                                                                                     | —                                                                                     |
| Липкин Григорий Семенович (1889—1969)                                                 | 22.02.1938                                                                            | —                                                                                     | —                                                                                     | 1943                                                                                  | —                                                                                     | —                                                                                     |
| Лисицын Михаил Семенович (1891—1961)                                                  | 08.08.1940                                                                            | —                                                                                     | —                                                                                     | —                                                                                     | 12.05.1943                                                                            | —                                                                                     |
| Литкенс Александр Александрович (1863—1941)                                           | 28.02.1937                                                                            | —                                                                                     | —                                                                                     | —                                                                                     | —                                                                                     | —                                                                                     |
| Лохов Дмитрий Дмитриевич (1892—1958)                                                  | 26.04.1940                                                                            | —                                                                                     | —                                                                                     | 1943                                                                                  | —                                                                                     | —                                                                                     |
| Лубо Владимир Казимирович (1874—1945)                                                 | 23.03.1936                                                                            | 30.07.1940                                                                            | —                                                                                     | —                                                                                     | 12.05.1943                                                                            | —                                                                                     |
| Лукашевич Дмитрий Николаевич (1890—1950)                                              | 16.08.1938                                                                            | —                                                                                     | —                                                                                     | —                                                                                     | 21.04.1943                                                                            | —                                                                                     |
| Любомудров Сергей Николаевич (1893—1960)                                              | 02.04.1940                                                                            | —                                                                                     | —                                                                                     | 1943                                                                                  | —                                                                                     | —                                                                                     |
| Майрановский Григорий Моисеевич (1899—1964)                                           | 16.01.1940                                                                            | —                                                                                     | —                                                                                     | 27.02.1943                                                                            | —                                                                                     | —                                                                                     |
| Малахов Борис Исидорович (1892—1952)                                                  | 21.11.1940                                                                            | —                                                                                     | —                                                                                     | 1943                                                                                  | —                                                                                     | —                                                                                     |
| Малиновский Павел Иванович (1899—1949)                                                | 08.10.1939                                                                            | 25.09.1942                                                                            | —                                                                                     | —                                                                                     | 31.03.1943                                                                            | —                                                                                     |
| Маляревский Николай Александрович (1892—1966)                                         | 10.10.1940                                                                            | —                                                                                     | —                                                                                     | 1943                                                                                  | —                                                                                     | —                                                                                     |
| Мандрыка Петр Васильевич (1884—1943)                                                  | —                                                                                     | 24.12.1935                                                                            | —                                                                                     | —                                                                                     | 01.02.1943                                                                            | —                                                                                     |
| Маневич Иосиф Михайлович (1890—1973)                                                  | 10.10.1940                                                                            | —                                                                                     | —                                                                                     | 1943                                                                                  | —                                                                                     | —                                                                                     |
| Мамушин Сергей Александрович (1888—1967)                                              | 10.04.1937                                                                            | —                                                                                     | —                                                                                     | —                                                                                     | —                                                                                     | —                                                                                     |
| Маркарьянц Мартирос Карапетович (1893—1963)                                           | 02.04.1940                                                                            | —                                                                                     | —                                                                                     | 1943                                                                                  | —                                                                                     | —                                                                                     |
| Марковский Владимир Сергеевич (1887—1948)                                             | 10.10.1940                                                                            | —                                                                                     | —                                                                                     | 1943                                                                                  | —                                                                                     | —                                                                                     |
| Маслов Леонид Романович (1895—1969)                                                   | 16.08.1938                                                                            | —                                                                                     | —                                                                                     | —                                                                                     | 01.02.1943                                                                            | —                                                                                     |
| Маслов Михаил Степанович (1885—1961)                                                  | 24.01.1936                                                                            | 26.04.1940                                                                            | —                                                                                     | —                                                                                     | 01.02.1943                                                                            | —                                                                                     |
| Матусевич Иван Николаевич (1886—1942)                                                 | 17.02.1938                                                                            | —                                                                                     | —                                                                                     | —                                                                                     | —                                                                                     | —                                                                                     |
| Матусов Петр Михайлович (1888—1949)                                                   | 16.08.1938                                                                            | —                                                                                     | —                                                                                     | 1943                                                                                  | —                                                                                     | —                                                                                     |
| Матюк Поликарп Дмитриевич (1902—1960)                                                 | ?                                                                                     | —                                                                                     | —                                                                                     | 1943                                                                                  | 08.09.1945                                                                            | —                                                                                     |
| Машилов Петр Петрович (1900—1957)                                                     | ?                                                                                     | —                                                                                     | —                                                                                     | 1943                                                                                  | —                                                                                     | —                                                                                     |
| Мгебров Михаил Григорьевич (1878—1940)                                                | 24.01.1936                                                                            | —                                                                                     | —                                                                                     | —                                                                                     | —                                                                                     | —                                                                                     |
| Медведев Николай Иванович (1889—1950)                                                 | 24.12.1935                                                                            | —                                                                                     | —                                                                                     | 1943                                                                                  | —                                                                                     | —                                                                                     |
| Мельников Александр Васильевич (1889—1958)                                            | ?                                                                                     | —                                                                                     | —                                                                                     | 1943                                                                                  | 27.01.1951                                                                            | —                                                                                     |
| Мельников Давид Иосифович (1887—1969)                                                 | 10.10.1940                                                                            | —                                                                                     | —                                                                                     | 1943                                                                                  | —                                                                                     | —                                                                                     |
| Меньшенин Евдоким Сергеевич (1890—1969)                                               | 02.04.1940                                                                            | —                                                                                     | —                                                                                     | 1943                                                                                  | —                                                                                     | —                                                                                     |
| Минин Роман Петрович (1895—1957)                                                      | 02.04.1940                                                                            | —                                                                                     | —                                                                                     | 1943                                                                                  | —                                                                                     | —                                                                                     |
| Минкевич Иван Евгеньевич (1894—1950)                                                  | 26.04.1940                                                                            | —                                                                                     | —                                                                                     | 1943                                                                                  | —                                                                                     | —                                                                                     |
| Михнов Кондратий Моисеевич (1899—1965)                                                | ?                                                                                     | —                                                                                     | —                                                                                     | —                                                                                     | 28.04.1943                                                                            | —                                                                                     |
| Могилевич Ефим Григорьевич (1888—1939)                                                | 24.12.1935                                                                            | —                                                                                     | —                                                                                     | —                                                                                     | —                                                                                     | —                                                                                     |
| Моисеев, Александр Иванович (1857—1939)                                               | —                                                                                     | 24.01.1936                                                                            | —                                                                                     | —                                                                                     | —                                                                                     | —                                                                                     |
| Мойжес Лазарь Моисеевич (1903—1943)                                                   | ?                                                                                     | —                                                                                     | —                                                                                     | —                                                                                     | —                                                                                     | —                                                                                     |
| Молодцов Николай Алексеевич (1888—1945)                                               | 24.12.1935                                                                            | —                                                                                     | —                                                                                     | —                                                                                     | 01.02.1943                                                                            | —                                                                                     |
| Молчанов Николай Семенович (1889—1972)                                                | ?                                                                                     | —                                                                                     | —                                                                                     | 1943                                                                                  | 19.06.1945                                                                            | 25.05.1959                                                                            |
| Мордкович Моисей Львович (1885—1973)                                                  | ?                                                                                     | —                                                                                     | —                                                                                     | 1943                                                                                  | —                                                                                     | —                                                                                     |
| Морев Виктор Александрович (1894—1986)                                                | 20.04.1938                                                                            | —                                                                                     | —                                                                                     | 1943                                                                                  | —                                                                                     | —                                                                                     |
| Морошкин Евгений Александрович (1891—1971)                                            | 10.10.1940                                                                            | —                                                                                     | —                                                                                     | 1943                                                                                  | —                                                                                     | —                                                                                     |
| Муромцев Сергей Николаевич (1898—1960)                                                | 16.01.1940                                                                            | —                                                                                     | —                                                                                     | 27.02.1943                                                                            | —                                                                                     | —                                                                                     |
| Мясников Александр Леонидович (1899—1965)                                             | 08.08.1940                                                                            | —                                                                                     | —                                                                                     | 1943                                                                                  | —                                                                                     | —                                                                                     |
| Назаров Андрей Владимирович (1886—1984)                                               | 10.10.1940                                                                            | —                                                                                     | —                                                                                     | 1943                                                                                  | —                                                                                     | —                                                                                     |
| Наумов Иван Алексеевич (1894—1950)                                                    | 05.08.1940                                                                            | —                                                                                     | —                                                                                     | —                                                                                     | —                                                                                     | —                                                                                     |
| Небученов Михаил Михайлович (1883—1943)                                               | ?                                                                                     | —                                                                                     | —                                                                                     | —                                                                                     | —                                                                                     | —                                                                                     |
| Невский Николай Михайлович (1893—1986)                                                | 10.10.1940                                                                            | —                                                                                     | —                                                                                     | 1943                                                                                  | 11.07.1945                                                                            | —                                                                                     |
| Негинский Михаил Семенович (1892—1979)                                                | 10.10.1940                                                                            | —                                                                                     | —                                                                                     | 1943                                                                                  | —                                                                                     | —                                                                                     |
| Немёнов Михаил Исаевич (1880—1950)                                                    | 24.01.1936                                                                            | 26.04.1940                                                                            | —                                                                                     | —                                                                                     | 01.02.1943                                                                            | —                                                                                     |
| Нечаев Александр Викторович (1890—1958)                                               | 10.10.1940                                                                            | —                                                                                     | —                                                                                     | 1943                                                                                  | —                                                                                     | —                                                                                     |
| Никитин Александр Петрович (1890—1971)                                                | 28.01.1940                                                                            | —                                                                                     | —                                                                                     | 1943                                                                                  | —                                                                                     | —                                                                                     |
| Николаевич Алексей Николаевич (1893—1953)                                             | 10.10.1940                                                                            | —                                                                                     | —                                                                                     | 1943                                                                                  | —                                                                                     | —                                                                                     |
| Николаев Михаил Петрович (1893—1949)                                                  | 24.01.1936                                                                            | —                                                                                     | —                                                                                     | 1943                                                                                  | —                                                                                     | —                                                                                     |
| Ниссельсон Ион Исаакович (1890—?)                                                     | 10.10.1940                                                                            | —                                                                                     | —                                                                                     | 1943                                                                                  | —                                                                                     | —                                                                                     |
| Новиков Георгий Матвеевич (1898—1973)                                                 | 27.04.1942                                                                            | —                                                                                     | —                                                                                     | —                                                                                     | 31.03.1943                                                                            | —                                                                                     |
| Новодворский Витольд Марцилевич (1887—1961)                                           | 26.04.1940                                                                            | —                                                                                     | —                                                                                     | 1943                                                                                  | 11.07.1945                                                                            | —                                                                                     |
| Новожилов Дмитрий Антонович (1895—1972)                                               | 02.04.1940                                                                            | —                                                                                     | —                                                                                     | 1943                                                                                  | —                                                                                     | —                                                                                     |
| Новотельнов Сергей Абрамович (1882—1956)                                              | 11.04.1936                                                                            | —                                                                                     | —                                                                                     | —                                                                                     | 21.04.1943                                                                            | —                                                                                     |
| Озадский Михаил Евдокимович (1898—1957)                                               | 28.04.1942                                                                            | —                                                                                     | —                                                                                     | 1943                                                                                  | —                                                                                     | —                                                                                     |
| Окуневский Яков Леонтьевич (1877—1940)                                                | 11.04.1936                                                                            | 26.04.1940                                                                            | —                                                                                     | —                                                                                     | —                                                                                     | —                                                                                     |
| Орбели Левон Абгарович (1882—1958)                                                    | —                                                                                     | 24.01.1936                                                                            | 1942                                                                                  | —                                                                                     | —                                                                                     | 01.02.1943 (генерал-полковник медслужбы 25.05.1944)                                   |
| Осетров Александр Ильич (1889—1954)                                                   | 10.10.1940                                                                            | —                                                                                     | —                                                                                     | 1943                                                                                  | —                                                                                     | —                                                                                     |
| Осипенко Константин Трофимович (1891—?)                                               | 10.10.1940                                                                            | —                                                                                     | —                                                                                     | 1943                                                                                  | —                                                                                     | —                                                                                     |
| Осипов Виктор Петрович (1871—1947)                                                    | —                                                                                     | 24.01.1936                                                                            | 1942                                                                                  | —                                                                                     | —                                                                                     | 01.02.1943                                                                            |
| Павленко Виктор Алексеевич (1886—1937)                                                | 24.01.1936                                                                            | —                                                                                     | —                                                                                     | —                                                                                     | —                                                                                     | —                                                                                     |
| Павлов Сергей Тимофеевич (1897—1971)                                                  | 10.10.1940                                                                            | —                                                                                     | —                                                                                     | 1943                                                                                  | 11.05.1949                                                                            | —                                                                                     |
| Павловский Евгений Никанорович (1884—1965)                                            | —                                                                                     | 24.01.1936                                                                            | 1942                                                                                  | —                                                                                     | —                                                                                     | 01.02.1943                                                                            |
| Павловский Константин Алексеевич (1895—1948)                                          | 12.05.1942                                                                            | —                                                                                     | —                                                                                     | 1943                                                                                  | —                                                                                     | —                                                                                     |
| Павловский Константин Никанорович (1904—1990)                                         | 02.11.1942                                                                            | —                                                                                     | —                                                                                     | —                                                                                     | 21.04.1943                                                                            | 18.02.1958                                                                            |
| Пастухов Иван Иванович (1893—1985)                                                    | 10.10.1940                                                                            | —                                                                                     | —                                                                                     | 1943                                                                                  | —                                                                                     | —                                                                                     |
| Певзнер Александр Маркович (1877—1954)                                                | 10.10.1940                                                                            | —                                                                                     | —                                                                                     | 1943                                                                                  | —                                                                                     | —                                                                                     |
| Певзнер Марк Ильич (1891—1959)                                                        | 10.10.1940                                                                            | —                                                                                     | —                                                                                     | 1943                                                                                  | —                                                                                     | —                                                                                     |
| Пелепейченко Петр Лаврентьевич (1893—1984)                                            | 10.10.1940                                                                            | —                                                                                     | —                                                                                     | 1943                                                                                  | —                                                                                     | —                                                                                     |
| Пенерджи Иосиф Исаакович (1895—1945)                                                  | ?                                                                                     | —                                                                                     | —                                                                                     | 1943                                                                                  | —                                                                                     | —                                                                                     |
| Песис Александр Евсеевич (1894—1964)                                                  | 10.10.1940                                                                            | ?                                                                                     | —                                                                                     | —                                                                                     | 31.03.1943                                                                            | 08.09.1945                                                                            |
| Петров Василий Павлович (1894—1965)                                                   | 02.04.1940                                                                            | —                                                                                     | —                                                                                     | 1943                                                                                  | —                                                                                     | —                                                                                     |
| Петров Виктор Филиппович (1899—1972)                                                  | ?                                                                                     | —                                                                                     | —                                                                                     | 1943                                                                                  | 02.11.1944                                                                            | —                                                                                     |
| Петров Иоаким Романович (1893—1970)                                                   | 26.04.1940                                                                            | —                                                                                     | —                                                                                     | 1943                                                                                  | 07.05.1960                                                                            | —                                                                                     |
| Плотников Иван Яковлевич (1886—1949)                                                  | 23.07.1941                                                                            | —                                                                                     | —                                                                                     | 1943                                                                                  | —                                                                                     | —                                                                                     |
| Плоткин Федор Михайлович (1885—1963)                                                  | ?                                                                                     | —                                                                                     | —                                                                                     | —                                                                                     | —                                                                                     | —                                                                                     |
| Поллер Лев Вульфович (1891—1977)                                                      | 02.04.1940                                                                            | —                                                                                     | —                                                                                     | 1943                                                                                  | —                                                                                     | —                                                                                     |
| Полянский Иван Николаевич (1897—?)                                                    | 28.01.1940                                                                            | —                                                                                     | —                                                                                     | 1943                                                                                  | —                                                                                     | —                                                                                     |
| Попов Алексей Павлович (1896—1984)                                                    | ?                                                                                     | —                                                                                     | —                                                                                     | 1943                                                                                  | 25.05.1944                                                                            | —                                                                                     |
| Порашубский Иосиф Наумович (1889—1945)                                                | ?                                                                                     | —                                                                                     | —                                                                                     | 1943                                                                                  | —                                                                                     | —                                                                                     |
| Потыльчанский Савелий Яковлевич (1895—1967)                                           | ?                                                                                     | —                                                                                     | —                                                                                     | 1943                                                                                  | —                                                                                     | —                                                                                     |
| Правдин Александр Николаевич (1895—1952)                                              | 10.10.1940                                                                            | —                                                                                     | —                                                                                     | 1943                                                                                  | —                                                                                     | —                                                                                     |
| Предтеченский Борис Иванович (1896—1958)                                              | ?                                                                                     | —                                                                                     | —                                                                                     | 1943                                                                                  | —                                                                                     | —                                                                                     |
| Преображенский Александр Федорович (1896—?)                                           | ?                                                                                     | —                                                                                     | —                                                                                     | 1943                                                                                  | —                                                                                     | —                                                                                     |
| Прунтов Иван Матвеевич (1902—1947)                                                    | ?                                                                                     | —                                                                                     | —                                                                                     | —                                                                                     | 25.03.1943                                                                            | 05.11.1944                                                                            |
| Пруссак Арон Яковлевич (1889—1951)                                                    | 10.10.1940                                                                            | —                                                                                     | —                                                                                     | 1943                                                                                  | —                                                                                     | —                                                                                     |
| Пулькин Андрей Иванович (1892—1942)                                                   | 10.10.1940                                                                            | —                                                                                     | —                                                                                     | —                                                                                     | —                                                                                     | —                                                                                     |
| Пунин Борис Васильевич (1891—1974)                                                    | 21.11.1940                                                                            | —                                                                                     | —                                                                                     | —                                                                                     | 12.05.1943                                                                            | —                                                                                     |
| Рагоза Николай Иванович (1883—1956)                                                   | —                                                                                     | 26.04.1940                                                                            | —                                                                                     | —                                                                                     | 31.03.1943                                                                            | —                                                                                     |
| Радайкин Сергей Дмитриевич (1900—1979)                                                | ?                                                                                     | —                                                                                     | —                                                                                     | 1943                                                                                  | —                                                                                     | —                                                                                     |
| Ратгауз Леонид Германович (1903—1968)                                                 | 31.03.1940                                                                            | —                                                                                     | —                                                                                     | —                                                                                     | 01.02.1943                                                                            | 13.04.1944                                                                            |
| Рахманов Александр Васильевич (1878—1948)                                             | 24.12.1935                                                                            | —                                                                                     | —                                                                                     | —                                                                                     | 01.02.1943                                                                            | —                                                                                     |
| Рейзин Симон Давидович (1891—1956)                                                    | 10.10.1940                                                                            | —                                                                                     | —                                                                                     | 1943                                                                                  | 25.05.1944                                                                            | —                                                                                     |
| Рейнер Борис Аронович (1895—1938)                                                     | —                                                                                     | 23.11.1935                                                                            | —                                                                                     | —                                                                                     | —                                                                                     | —                                                                                     |
| Рейтлингер Михаил Федорович (1887—1957)                                               | 17.02.1938 (22.02.1938)                                                               | —                                                                                     | —                                                                                     | 1943                                                                                  | —                                                                                     | —                                                                                     |
| Розанов Павел Митрофанович (1888—1949)                                                | 03.04.1938                                                                            | —                                                                                     | —                                                                                     | 1943                                                                                  | —                                                                                     | —                                                                                     |
| Розенблюм Давид Ефремович (1896—1976)                                                 | 19.02.1938 (22.02.1938)                                                               | —                                                                                     | —                                                                                     | 1943                                                                                  | —                                                                                     | —                                                                                     |
| Рофе Самуил Исаакович (1893—1974)                                                     | 10.10.1940                                                                            | —                                                                                     | —                                                                                     | 1943                                                                                  | —                                                                                     | —                                                                                     |
| Рюмшин Иван Ермолаевич (1886—1942)                                                    | 10.10.1940                                                                            | —                                                                                     | —                                                                                     | —                                                                                     | —                                                                                     | —                                                                                     |
| Савицкий Александр Иванович (1887—1973)                                               | 09.02.1937                                                                            | —                                                                                     | —                                                                                     | —                                                                                     | —                                                                                     | —                                                                                     |
| Савицкий Николай Николаевич (1892—1984)                                               | 16.08.1938                                                                            | —                                                                                     | —                                                                                     | —                                                                                     | 31.03.1943                                                                            | —                                                                                     |
| Сгибов Владимир Афанасьевич (1889—?)                                                  | 02.04.1940                                                                            | —                                                                                     | —                                                                                     | 1943                                                                                  | —                                                                                     | —                                                                                     |
| Северин Александр Викторович (1890—?)                                                 | ?                                                                                     | —                                                                                     | —                                                                                     | 1943                                                                                  | —                                                                                     | —                                                                                     |
| Семека Сергей Александрович (1906—1966)                                               | ?                                                                                     | —                                                                                     | —                                                                                     | —                                                                                     | 31.03.1943                                                                            | —                                                                                     |
| Серебров Александр Леонтьевич (1887—1948)                                             | 09.02.1937                                                                            | —                                                                                     | —                                                                                     | —                                                                                     | —                                                                                     | —                                                                                     |
| Сиверс Семен Григорьевич (1899—1961)                                                  | ?                                                                                     | —                                                                                     | —                                                                                     | 1943                                                                                  | —                                                                                     | —                                                                                     |
| Сивков Петр Кузьмич (1884—1938)                                                       | 23.03.1936                                                                            | —                                                                                     | —                                                                                     | —                                                                                     | —                                                                                     | —                                                                                     |
| Синельщиков Николай Александрович (1890—1963)                                         | 31.12.1939                                                                            | —                                                                                     | —                                                                                     | 1943                                                                                  | —                                                                                     | —                                                                                     |
| Сиротинин Георгий Васильевич (1894—1965)                                              | ?                                                                                     | —                                                                                     | —                                                                                     | 1943                                                                                  | —                                                                                     | —                                                                                     |
| Скачков Иван Иванович (1895—1944)                                                     | 02.04.1940                                                                            | —                                                                                     | —                                                                                     | —                                                                                     | —                                                                                     | —                                                                                     |
| Скрынников Дмитрий Степанович (1884—1956)                                             | 22.02.1938                                                                            | ?                                                                                     | —                                                                                     | —                                                                                     | 31.03.1943                                                                            | —                                                                                     |
| Славин Меер Абрамович (1898—1981)                                                     | 02.04.1940                                                                            | ?                                                                                     | —                                                                                     | —                                                                                     | 31.03.1943                                                                            | —                                                                                     |
| Смирнитский Иван Николаевич (1882—1948)                                               | 10.10.1940                                                                            | —                                                                                     | —                                                                                     | 1943                                                                                  | —                                                                                     | —                                                                                     |
| Смирнов Вениамин Александрович (1891—1958)                                            | 10.10.1940                                                                            | —                                                                                     | —                                                                                     | 1943                                                                                  | —                                                                                     | —                                                                                     |
| Смирнов Ефим Иванович (1904—1989)                                                     | 04.11.1939                                                                            | ?                                                                                     | 1941                                                                                  | —                                                                                     | —                                                                                     | 01.02.1943 (генерал-полковник медслужбы 10.10.1943)                                   |
| Смирнов Леонид Иосифович (1889—1955)                                                  | ?                                                                                     | —                                                                                     | —                                                                                     | подполковник медслужбы 1943                                                           | —                                                                                     | —                                                                                     |
| Смольников Алексей Васильевич (1898—1974)                                             | ?                                                                                     | —                                                                                     | —                                                                                     | 1943                                                                                  | 21.07.1944                                                                            | —                                                                                     |
| Смоляров Изяслав Самойлович (1886—1975)                                               | 16.08.1938                                                                            | —                                                                                     | —                                                                                     | 1943                                                                                  | 25.05.1944                                                                            | —                                                                                     |
| Собенников Иван Кузьмич (1892—1976)                                                   | 10.10.1940                                                                            | —                                                                                     | —                                                                                     | 1943                                                                                  | —                                                                                     | —                                                                                     |
| Соболь Ефим Давидович (1891—1971)                                                     | 02.04.1940                                                                            | —                                                                                     | —                                                                                     | 1943                                                                                  | —                                                                                     | —                                                                                     |
| Соколов Александр Наумович (1903—1952)                                                | ?                                                                                     | —                                                                                     | —                                                                                     | —                                                                                     | 28.04.1943                                                                            | —                                                                                     |
| Соколов Николай Александрович (1892—1980)                                             | 10.10.1940                                                                            | —                                                                                     | —                                                                                     | 1943                                                                                  | —                                                                                     | —                                                                                     |
| Соколов Николай Сергеевич (1897—?)                                                    | ?                                                                                     | —                                                                                     | —                                                                                     | 1943                                                                                  | —                                                                                     | —                                                                                     |
| Соколов Павел Васильевич (1892—1972)                                                  | ?                                                                                     | —                                                                                     | —                                                                                     | 1943                                                                                  | —                                                                                     | —                                                                                     |
| Сорока Евдоким Иванович (1892—1952)                                                   | ?                                                                                     | —                                                                                     | —                                                                                     | 1943                                                                                  | —                                                                                     | —                                                                                     |
| Сорокин Сергей Иванович (1883—1952)                                                   | 21.11.1940                                                                            | —                                                                                     | —                                                                                     | 1943                                                                                  | —                                                                                     | —                                                                                     |
| Сороко Николай Кондратьевич (1894—1942)                                               | ?                                                                                     | —                                                                                     | —                                                                                     | —                                                                                     | —                                                                                     | —                                                                                     |
| Сперанский Алексей Дмитриевич (1888—1961)                                             | ?                                                                                     | —                                                                                     | —                                                                                     | —                                                                                     | 01.02.1943                                                                            | —                                                                                     |
| Спивак Иван Николаевич (1903—1977)                                                    | ?                                                                                     | —                                                                                     | —                                                                                     | —                                                                                     | 31.03.1943                                                                            | —                                                                                     |
| Ставицкий Иосиф Исаакович (1902—1970)                                                 | ?                                                                                     | —                                                                                     | —                                                                                     | 1943                                                                                  | 16.05.1944                                                                            | —                                                                                     |
| Суслов Борис Яковлевич (1886—1938)                                                    | 21.05.1937                                                                            | —                                                                                     | —                                                                                     | —                                                                                     | —                                                                                     | —                                                                                     |
| Сутулов Александр Николаевич (1891—1970)                                              | 02.04.1940                                                                            | —                                                                                     | —                                                                                     |                                                                                       | —                                                                                     | —                                                                                     |
| Сырнев Алексей Николаевич (1894—1962)                                                 | 10.10.1940                                                                            | —                                                                                     | —                                                                                     | 1943                                                                                  | —                                                                                     | —                                                                                     |
| Тальман Израиль Моисеевич (1895—1965)                                                 | 26.04.1940                                                                            | —                                                                                     | —                                                                                     | 1943                                                                                  | —                                                                                     | —                                                                                     |
| Таненбойм Натан Григорьевич (1893—?)                                                  | 10.10.1940                                                                            | —                                                                                     | —                                                                                     | —                                                                                     | —                                                                                     | —                                                                                     |
| Тер-Григорянц Сергей Аветович (1880—1953)                                             | 24.12.1935                                                                            | —                                                                                     | —                                                                                     | 1943                                                                                  | —                                                                                     | —                                                                                     |
| Тимофеевский Павел Ильич (1878—1943)                                                  | 11.04.1936                                                                            | —                                                                                     | —                                                                                     | —                                                                                     | —                                                                                     | —                                                                                     |
| Тихомиров Василий Иванович (1892—1938)                                                | 24.12.1935                                                                            | —                                                                                     | —                                                                                     | —                                                                                     | —                                                                                     | —                                                                                     |
| Толкачев Иван Аверьянович (1899—1982)                                                 | ?                                                                                     | —                                                                                     | —                                                                                     | 1943                                                                                  | —                                                                                     | —                                                                                     |
| Томилов-Колоколов Леонид Петрович (1890—?)                                            | 10.10.1940                                                                            | —                                                                                     | —                                                                                     | подполковник медслужбы 1943                                                           | —                                                                                     | —                                                                                     |
| Тонков Владимир Николаевич (1872—1954)                                                | —                                                                                     | 24.01.1936                                                                            | ?                                                                                     | —                                                                                     | —                                                                                     | 01.03.1943                                                                            |
| Триумфов Александр Викторович (1897—1963)                                             | 08.08.1940                                                                            | —                                                                                     | —                                                                                     | 1943                                                                                  | 07.05.1960                                                                            | —                                                                                     |
| Трифонов Павел Иванович (1892—1964)                                                   | ?                                                                                     | —                                                                                     | —                                                                                     | 1943                                                                                  | —                                                                                     | —                                                                                     |
| Турнер Генрих Иванович (1858—1941)                                                    | —                                                                                     | 24.01.1936                                                                            | 26.03.1941                                                                            | —                                                                                     | —                                                                                     | —                                                                                     |
| Турчанинов Николай Иванович (1896—1960)                                               | 10.10.1940                                                                            | —                                                                                     | —                                                                                     | 1943                                                                                  | —                                                                                     | —                                                                                     |
| Углов Владимир Александрович (1874—1942)                                              | 24.01.1936                                                                            | —                                                                                     | —                                                                                     | —                                                                                     | —                                                                                     | —                                                                                     |
| Уколов Николай Дмитриевич (1893—?)                                                    | 02.04.1940                                                                            | —                                                                                     | —                                                                                     | 1943                                                                                  | —                                                                                     | —                                                                                     |
| Ундриц Вильгельм Фомич (1891—1963)                                                    | 26.04.1940                                                                            | —                                                                                     | —                                                                                     | 1943                                                                                  | —                                                                                     | —                                                                                     |
| Устинов Николай Прокофьевич (1903—1949)                                               | ?                                                                                     | —                                                                                     | —                                                                                     | —                                                                                     | 21.04.1943                                                                            | 27.06.1945                                                                            |
| Файбич Михаил Михайлович (1898—1986)                                                  | ?                                                                                     | —                                                                                     | —                                                                                     | 1943                                                                                  | —                                                                                     | —                                                                                     |
| Фейгин Наум Маркович (1891—1950)                                                      | 26.04.1940                                                                            | —                                                                                     | —                                                                                     | 1943                                                                                  | —                                                                                     | —                                                                                     |
| Фигурнов Константин Михайлович (1887—1961)                                            | 24.01.1936                                                                            | 26.04.1940                                                                            | —                                                                                     | —                                                                                     | 01.02.1943                                                                            | —                                                                                     |
| Филиппов Михаил Михайлович (1896—1990)                                                | ?                                                                                     | —                                                                                     | —                                                                                     | 1943                                                                                  | ?                                                                                     | —                                                                                     |
| Филиппович Сергей Густавович (1897—1968)                                              | 13.01.1936                                                                            | —                                                                                     | —                                                                                     | 1943                                                                                  | —                                                                                     | —                                                                                     |
| Финкелькраут Максим Николаевич (1888—1960)                                            | 19.04.1936                                                                            | —                                                                                     | —                                                                                     | 1943                                                                                  | —                                                                                     | —                                                                                     |
| Фирсов Владимир Александрович (1894—1991)                                             | 02.04.1940                                                                            | —                                                                                     | —                                                                                     | 1943                                                                                  | —                                                                                     | —                                                                                     |
| Фомченко Григорий Кузьмич (1901—1981)                                                 | ?                                                                                     | —                                                                                     | —                                                                                     | —                                                                                     | 21.04.1943                                                                            | —                                                                                     |
| Фрид Евель Соломонович (1893—1949)                                                    | ?                                                                                     | —                                                                                     | —                                                                                     | 1943                                                                                  | 25.05.1944                                                                            | —                                                                                     |
| Фридеман Илья Матвеевич (1886—1946)                                                   | 10.10.1940                                                                            | —                                                                                     | —                                                                                     | 1943                                                                                  | —                                                                                     | —                                                                                     |
| Хазанов Илья Аркадьевич (1895—1983)                                                   | ?                                                                                     | —                                                                                     | —                                                                                     | 1943                                                                                  | —                                                                                     | —                                                                                     |
| Хелидзе Александр Тадеозович (1895—1968)                                              | 10.10.1940                                                                            | —                                                                                     | —                                                                                     | 1943                                                                                  | —                                                                                     | —                                                                                     |
| Хлопин Николай Григорьевич (1897—1961)                                                | 26.04.1940                                                                            | —                                                                                     | —                                                                                     | 1943                                                                                  | 25.05.1944                                                                            | —                                                                                     |
| Хмельницкий Александр Александрович (1894—1982)                                       | 02.04.1940                                                                            | —                                                                                     | —                                                                                     | 1943                                                                                  | —                                                                                     | —                                                                                     |
| Ходорков Лука Аврумович (1902—1981)                                                   | ?                                                                                     | —                                                                                     | —                                                                                     | —                                                                                     | 01.02.1943                                                                            | —                                                                                     |
| Хренов Александр Петрович (1892—1982)                                                 | 10.10.1940                                                                            | —                                                                                     | —                                                                                     | 1943                                                                                  | —                                                                                     | —                                                                                     |
| Худницкий Евгений Иосифович (1889—1937)                                               | 24.12.1935                                                                            | —                                                                                     | —                                                                                     | —                                                                                     | —                                                                                     | —                                                                                     |
| Циммерман Сергей Эмильевич (1882—1957)                                                | 10.10.1940                                                                            | —                                                                                     | —                                                                                     | —                                                                                     | —                                                                                     | —                                                                                     |
| Чайка Андроник Архипович (1881—1968)                                                  | 13.01.1939                                                                            | —                                                                                     | —                                                                                     | 1943                                                                                  | 05.07.1946                                                                            | —                                                                                     |
| Челядин Стефан Осипович (1889—1949)                                                   | 10.10.1940                                                                            | —                                                                                     | —                                                                                     | 1943                                                                                  | —                                                                                     | —                                                                                     |
| Чернов Василий Евдокимович (1895—1970)                                                | 21.11.1940                                                                            | —                                                                                     | —                                                                                     | 1943                                                                                  | —                                                                                     | —                                                                                     |
| Чернозерский Александр Степанович (1882—1943)                                         | 15.03.1936                                                                            | —                                                                                     | —                                                                                     | —                                                                                     | —                                                                                     | —                                                                                     |
| Чернышев Владимир Дмитриевич (1891—?)                                                 | 16.08.1938                                                                            | —                                                                                     | —                                                                                     | 1943                                                                                  | —                                                                                     | —                                                                                     |
| Черняк Илья Михайлович (1903—1976)                                                    | 10.10.1940                                                                            | —                                                                                     | —                                                                                     | 1943                                                                                  | —                                                                                     | —                                                                                     |
| Чертов Александр Ильич (1877—1939)                                                    | 09.02.1937                                                                            | —                                                                                     | —                                                                                     | —                                                                                     | —                                                                                     | —                                                                                     |
| Чеусов Пантелеймон Николаевич (1899—1941)                                             | 02.04.1940                                                                            | —                                                                                     | —                                                                                     | —                                                                                     | —                                                                                     | —                                                                                     |
| Чиликин Василий Иванович (1899—?)                                                     | 02.04.1940                                                                            | —                                                                                     | —                                                                                     | —                                                                                     | —                                                                                     | —                                                                                     |
| Чистов Владимир Александрович (1892—1970)                                             | 17.02.1938 (22.02.1938)                                                               | —                                                                                     | —                                                                                     | 1943                                                                                  | —                                                                                     | —                                                                                     |
| Шавер Соломон Абрамович (1897—1974)                                                   | ?                                                                                     | —                                                                                     | —                                                                                     | 1943                                                                                  | —                                                                                     | —                                                                                     |
| Шамашкин Модест Абрамович (1895—1972)                                                 | ?                                                                                     | ?                                                                                     | —                                                                                     | —                                                                                     | 21.04.1943                                                                            | —                                                                                     |
| Шамов Владимир Николаевич (1882—1962)                                                 | —                                                                                     | 26.04.1940                                                                            | —                                                                                     | —                                                                                     | 01.02.1943                                                                            | 10.10.1943                                                                            |
| Шапиро Марк Леопольдович (1882—1972)                                                  | 12.02.1938 (22.02.1938)                                                               | —                                                                                     | —                                                                                     | 1943                                                                                  | —                                                                                     | —                                                                                     |
| Шапшев Константин Николаевич (1885—1942)                                              | ?                                                                                     | —                                                                                     | —                                                                                     | —                                                                                     | —                                                                                     | —                                                                                     |
| Шаровский Владимир Григорьевич (1893—1965)                                            | 02.04.1940                                                                            | —                                                                                     | —                                                                                     | 1943                                                                                  | —                                                                                     | —                                                                                     |
| Шацкий Александр Владимирович (1890—1957)                                             | 26.04.1940                                                                            | —                                                                                     | —                                                                                     | 1943                                                                                  | 11.07.1945                                                                            | —                                                                                     |
| Шварцберг Яков Александрович (1885—1969)                                              | 13.01.1939                                                                            | —                                                                                     | —                                                                                     | 1943                                                                                  | —                                                                                     | —                                                                                     |
| Шевкуненко Виктор Николаевич (1872—1952)                                              | —                                                                                     | 24.01.1936                                                                            | 1941                                                                                  | —                                                                                     | —                                                                                     | 01.02.1943                                                                            |
| Шеплетто Иван Иванович (1893—1940)                                                    | 17.03.1938                                                                            | —                                                                                     | —                                                                                     | —                                                                                     | —                                                                                     | —                                                                                     |
| Шерешевский Яков Игнатьевич (1894—1979)                                               | 02.04.1940                                                                            | —                                                                                     | —                                                                                     | 1943                                                                                  | 29.05.1945                                                                            | —                                                                                     |
| Шестов Василий Иванович (1903—1982)                                                   | 28.04.1942                                                                            | —                                                                                     | —                                                                                     | 1943                                                                                  | —                                                                                     | —                                                                                     |
| Шехтер Абрам Давыдович (1890—?)                                                       | ?                                                                                     | —                                                                                     | —                                                                                     | 1943                                                                                  | —                                                                                     | —                                                                                     |
| Шибаловский Александр Алексеевич (1892—1964)                                          | 04.01.1940                                                                            | —                                                                                     | —                                                                                     | 1943                                                                                  | —                                                                                     | —                                                                                     |
| Шонин Дмитрий Иванович (1902—1978)                                                    | 05.02.1939                                                                            | —                                                                                     | —                                                                                     | 1943                                                                                  | —                                                                                     | —                                                                                     |
| Штейн Израиль Миронович (?)                                                           | 16.08.1938                                                                            | —                                                                                     | —                                                                                     | —                                                                                     | —                                                                                     | —                                                                                     |
| Шувалов Василий Федорович (1888—1945)                                                 | 10.10.1940                                                                            | —                                                                                     | —                                                                                     | 1943                                                                                  | —                                                                                     | —                                                                                     |
| Шур Борис Юльевич (1892—1962)                                                         | 02.04.1940                                                                            | —                                                                                     | —                                                                                     | 1943                                                                                  | —                                                                                     | —                                                                                     |
| Эдельман Меер Израилевич (1888—1950)                                                  | 10.10.1940                                                                            | —                                                                                     | —                                                                                     | 1943                                                                                  | —                                                                                     | —                                                                                     |
| Энтин Давид Абрамович (1888—1957)                                                     | 11.04.1936                                                                            | —                                                                                     | —                                                                                     | —                                                                                     | 01.02.1943                                                                            | —                                                                                     |
| Юрьев Николай Михайлович (1894—1958)                                                  | 02.04.1940                                                                            | —                                                                                     | —                                                                                     | 1943                                                                                  | —                                                                                     | —                                                                                     |
| Яблонский Иван Александрович (1890—?)                                                 | 02.04.1940                                                                            | —                                                                                     | —                                                                                     | 1943                                                                                  | —                                                                                     | —                                                                                     |
| Янчур Николай Михайлович (1902—1980)                                                  | ?                                                                                     | —                                                                                     | —                                                                                     | 1943                                                                                  | —                                                                                     | —                                                                                     |